# Jo Brandsma
Johannes Adrianus (Jo) Brandsma (Amsterdam, 15 november 1900 - Amsterdam, 23 januari 1973) was een Nederlands roeier. Eenmaal nam hij deel aan de Olympische Spelen, maar won bij die gelegenheid geen medaille.
Op de Olympische Spelen van 1924 in Parijs maakte hij op 23-jarige leeftijd zijn olympisch debuut op het roeionderdeel vier met stuurman. De roeiwedstrijden vonden plaats op een recht gedeelte van de rivier de Seine bij Argenteuil. De Nederlandse ploeg behaalde een tijd van 7.08,0 in de eliminatieronde en drong hiermee door tot de finale. In de finale viel de boot uit. Volgens de overlevering moest de Nederlandse roeiploeg voor de start lange tijd in de brandende zon wachten en raakte de slagroeier Dirk Fortuin buiten bewustzijn toen men in eerste positie lag.
Brandsma was aangesloten bij roeivereniging De Amstel in Amsterdam. Van beroep was hij fotograaf. Zijn broer Jacob Brandsma was ook roeier; ze werden in 1924 samen Europees kampioen.

## Palmares

### roeien (twee met stuurman)
- 1927:  EK in Como

### roeien (vier met stuurman)
- 1924: DNF OS
- 1924:  EK in Zürich

Jo Brandsma · 
Jacob Brandsma · 
Dirk Fortuin · 
Jean van Silfhout · 
Louis Dekker (stuurman)